# اصطناع تشيشيبابين للبيريدين
اصطناع تشيشيبابين للبيريدين هو تفاعل اصطناع عضوي لمركب البيريدين ينسب إلى اسم مكتشفه الكيميائي أليكسي تشيشيبابين، والذي نشره أوّل مرّة سنة 1924، ولا يزال مستخدماً في الصناعة. يصنّف هذا التفاعل كيميائياً على أنّه تفاعل تكاثف بين الألدهيدات أو الكيتونات أو أيّ مركّب من مركّبات الكربونيل β،α-غير المشبعة أو أيّ مزيج ممّا سبق مع الأمونياك أو الأمينات.

## آلية التفاعل
تتضمن آلية التفاعل حدوث تفاعلات تشكل إيمين وحدوث تكاثف ألدولي بالإضافة إلى تفاعل مايكل. يتم التفاعل بشكل مجمل وفق آلية التالية:

أما بشكل مفصل فيتم وفق ما يلي:

## اقرأ أيضاً
- تفاعل تشيشيبابين
- اصطناع كرونكه للبيريدين